# کوچر (دهانه)
کوچر یک دهانه برخوردی در ماه‌ است.